# Embaixada de Omã em Brasília
A Embaixada de Omã em Brasília é a principal missão diplomática omanense no Brasil. Está localizada no Lago Sul. Ambos os países mantêm relações diplomáticas desde 1974, mas as embaixadas só foram construídas décadas depois: em Mascate em 2008, e em Brasília em 2013. O atual embaixador é Amad Al Abri.